# Brachiosauridae
Los braquiosáuridos (Brachiosauridae, gr. "lagartos brazos") son una familia de dinosaurios saurópodos que vivieron desde el Bathoniense (Jurásico Medio) hasta el Cenomaniense (Cretácico Superior), hace aproximadamente entre 167 y 93 millones de años, en lo que hoy es África, Europa, América y Asia.

## Descripción
Grandes saurópodos que se caracterizaban por cuello largo, miembros anteriores más largos que los posteriores, lo que le daba a la espalda una inclinación hacia caudal, con una cola corta. Las fosas nasales se encontraban en la parte superior de la cabeza, con un arco nasal entre los ojos.

## Historia
Este es un taxón vástago definido por Wilson y Sereno en 1998.

## Sistemática
El clado más inclusivo que contiene a Brachiosaurus brancai (Janensch 1914) pero no a Saltasaurus loricatus (Bonaparte y Powell 1980), Euhelopus zdanskyi (Wiman 1929) y Camarasaurus lentus (Marsh 1889). Se lo define como los Titanosauriformes más cercanamente relacionados con el braquiosaurio que con el saltasaurio.

### Taxonomía
- Familia Brachiosauridae
  - Abydosaurus
  - Brachiosaurus
  - Cedarosaurus
  - Daanosaurus
  - Duriatitan[1]
  - Europasaurus
  - Europatitan
  - Giraffatitan
  - Lusotitan?[2]
  - Padillasaurus[3]
  - Sonorasaurus
  - Soriatitan[4]
  - Venenosaurus
  - Vouivria[5]

## Distribución
Los braquiosáuridos más antiguos, del Jurásico Medio, proceden de África (Lapparentosaurus, del Batoniano) y Europa (Bothriospondylus, del Batoniano al Kimmeridgiense).
Durante el Kimeridgiano (Jurásico tardío), persisten en África (Giraffatitan) y Europa (Ischyrosaurus, Lusotitan) y aparecen los primeros representantes en Asia (Daanosaurus) y Norteamérica (Brachiosaurus, del Kimeridgiano al Titoniense).
El último braquiosáurido europeo es Pelorosaurus, del Barremiense (Cretácico temprano) y un posible Brachiosaurus (B. nougaredi), sería el último africano (también Barremiano). En Asia llegan hasta el Albiense (última edad del Cretácico temprano) con Qiaowanlong.
De los primeros tiempos del Cretácico hay un registro muy escaso de braquiosáuridos en Norteamérica hasta el Barremiano (Cedarosaurus), pero durante el Aptiense y el Albiano aparecen bastante diversificados (Paluxysaurus, Pleurocoelus, Sauroposeidon). Sonorasaurus será el último representante del grupo (Albiano a Cenomaniense, ya en el Cretácico tardío).